# 左京警察署
左京警察署（さきょうけいさつしょ）は2028年度以降に新設予定の、警察署であり、名称も仮の物である。庁舎は、現在の下鴨警察署を使用する。川端警察署の管轄区域を新たに受け持ち警察署の強化を図る。これにより左京区全域を管轄する。